# Give It 2 Me
«Give It 2 Me» (Дай мені це) — другий  сингл американської співачки  Мадонни з її одинадцятого студійного альбому Hard Candy, випущений на початку червня  2008 року. Одна з найпопулярніших пісень Мадонни.

## Музичне відео
Мадонна підтвердила, що кліп на пісню вже відзнятий на початку квітня 2008 року у Лондоні, а його режисером став модний фотограф Том Мунро. У відео Мадонна постає в тих же нарядах, що раніше використовувалися для фотосесії журналу Elle.
- Режисер: Том Мунро
- Продюсер: Натан Ріссман
- Оператор: Том Мунро
- Виробництво: HSI London

## Трек-ліст синглу
- UK / EU CD1

1. "Give It 2 Me" (Album Version) – 4:47
2. "Give It 2 Me" (Oakenfold Extended Mix) – 7:08

- UK / EU CD2

1. "Give It 2 Me" (Album Version) – 4:47
2. "Give It 2 Me" (Oakenfold Drums In) – 5:45
3. "Give It 2 Me" (Eddie Amador House Lovers Remix) – 7:56

- U.S. / EU maxi-single

1. "Give It 2 Me" (Fedde le Grand Remix) – 6:40
2. "Give It 2 Me" (Oakenfold Extended Remix) – 6:59
3. "Give It 2 Me" (Oakenfold Drums In Mix) – 5:44
4. "Give It 2 Me" (Eddie Amador Club) – 11:05
5. "Give It 2 Me" (Eddie Amador House Lovers Remix) – 7:52
6. "Give It 2 Me" (Tong & Spoon Wonderland Mix) – 7:35
7. "Give It 2 Me" (Jody den Broeder Club) – 9:33
8. "Give It 2 Me" (Sly and Robbie Bongo Mix) – 4:54

- U.S. 12" two vinyl set

Диск 1
1. "Give It 2 Me" (Album Version) - 4:47
2. "Give It 2 Me" (Eddie Amador Club) - 11:05
3. "Give It 2 Me" (Freddie Le Grand Remix) - 6:40
4. "Give It 2 Me" (Eddie Amador House Lovers Mix) - 7:52

Диск 2
1. "Give It 2 Me" (Oakenfold Extended Remix) - 6:59
2. "Give It 2 Me" (Tong & Spoon Wonderland Mix) - 7:35
3. "Give It 2 Me" (Jody den Broeder Club) - 9:33
4. "Give It 2 Me" (Sly and Robbie Ragga Mix) - 4:57

- U.S. 12" Picture Disc

1. Give It 2 Me (Album Version) – 4:47
2. Give It 2 Me (Eddie Amador House Lovers Mix) – 7:52

- U.S. 7" vinyl

1. Give It 2 Me (Edit) – 4:02
2. Give It 2 Me (Eddie Amador House Lovers Edit) – 7:52

- U.S. two-track promotional CD

1. "Give It 2 Me" (Album Version) – 4:47
2. "Give It 2 Me" (Edit) – 4:02

- U.S. two-disc promotional set

Диск 1
1. "Give It 2 Me" (Eddie Amador Club Mix) – 11:05
2. "Give It 2 Me" (Eddie Amador Club 7 Edit) – 7:18
3. "Give It 2 Me" (Eddie Amador Club 5 Edit) – 4:56
4. "Give It 2 Me" (Eddie Amador Dub) – 10:37
5. "Give It 2 Me" (Eddie Amador Dub 7 Edit) – 7:26
6. "Give It 2 Me" (Eddie Amador Houselover Mix) – 7:52
7. "Give It 2 Me" (Eddie Amador Houselover 5 Edit) – 4:50

Диск 2
1. "Give It 2 Me" (Jody Club Mix) – 9:29
2. "Give It 2 Me" (Jody Club 7 Edit) – 7:25
3. "Give It 2 Me" (Jody Dub) – 9:57
4. "Give It 2 Me" (Jody Edit) – 4:07
5. "Give It 2 Me" (Jody Edit TV) – 4:08
6. "Give It 2 Me" (Oakenfold Remix) – 5:46
7. "Give It 2 Me" (Oakenfold Dub) – 6:14
8. "Give It 2 Me" (Oakenfold Extended) – 6:59
9. "Give It 2 Me" (Oakenfold Drums In Mix) – 5:54

## Живе виконання

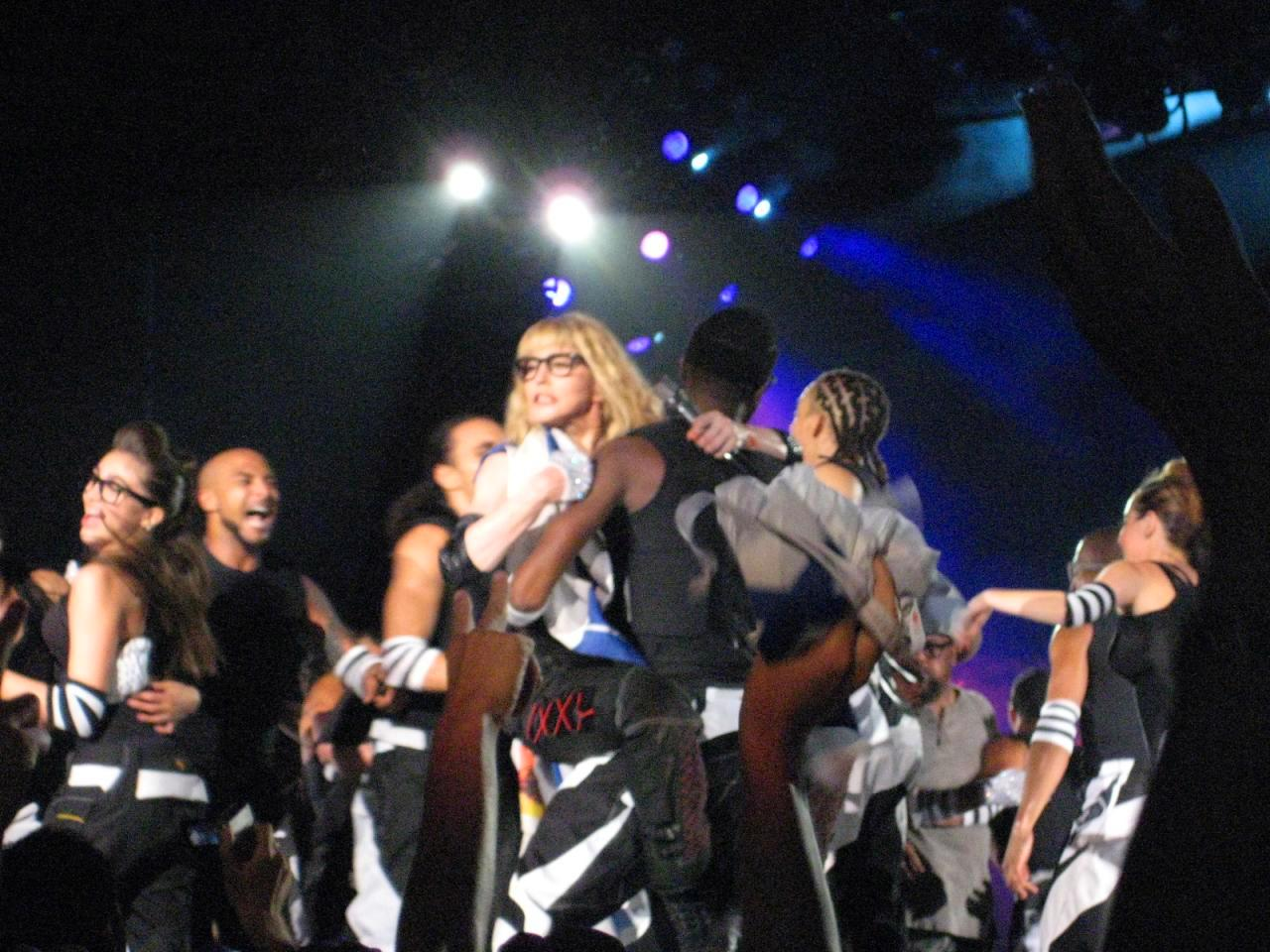
Мадонна виконує "Give It 2 Me" під час Sticky & Sweet Tour, у Тель-Авіві, Ізраїль.

Мадонна виконувала Give It 2 Me під час промо-виступів до альбому Hard Candy, пісня була завершальною під час грандіозного турне Sticky & Sweet Tour 2008-2009 років.
Елементи цієї пісні були включені до пісні "Girl Gone Wild", яку Мадонна виконувала першою під час  турне The MDNA Tour у 2012 році. Мадонна також використала уривки Give It 2 Me у завершальній пісні  "Celebration", але не з  початку туру, а з листопада 2012 року. Під час другого концерту в Нью-Йорку у  Медісон Сквер Гарден Мадонна запросила на сцену відомого корейського репера PSY. Разом вони виконали мешап Give It 2 Me з мегапопулярною піснею "Gangnam Style".

## Чарти
Give It 2 Me стартував у британському чарті на 73-му місці  4 червня 2008 року  після початку продажу цифрового синглу. В США до офіційного релізу сингл опинився під номером  57 в чартах Hot Shot Debut журналу «Billboard». До офіційного релізу в Канаді там він потрапив на 8-й рядок. Таким чином, за декілька тижнів до виходу синглу він вже увійшов у список United World Chart, відразу на 39-те місце.
| Чарт (2008)                        | Пікова позиція |
| ---------------------------------- | -------------- |
| Australian Singles Chart           | 23             |
| Austrian Top 75                    | 10             |
| Belgian Singles Chart (Flanders)   | 3              |
| Belgian Singles Chart (Wallonia)   | 3              |
| Canadian Hot 100                   | 8              |
| Czech Airplay Chart                | 4              |
| Danish Singles Chart               | 4              |
| Dutch Top 40                       | 1              |
| European Hot 100 Singles           | 2              |
| Finnish Singles Chart              | 2              |
| French Singles Chart               | 5              |
| German Singles Chart               | 8              |
| Угорщина (Rádiós Top 40)           | 1              |
| Irish Singles Chart                | 10             |
| Italian Singles Chartї             | 3              |
| Norway Singles Chart               | 16             |
| Slovak Airplay Chart               | 7              |
| Spanish Singles Chart              | 1              |
| Swedish Singles Chart              | 13             |
| Swiss Singles Chart                | 4              |
| UK Singles Chart                   | 7              |
| U.S. Billboard Hot 100             | 57             |
| U.S. Hot Dance Club Songs          | 1              |
| U.S. Pop 100                       | 41             |
| Venezuela Pop Rock (Record Report) | 1              |

| Рік  | Чарт                              | Позиція |
| ---- | --------------------------------- | ------- |
| 2008 | Austrian Singles Chart            | 66      |
| 2008 | Belgian Singles Chart (Фландрія)  | 24      |
| 2008 | Belgian Singles Chart (Валлонія)  | 48      |
| 2008 | European Hot 100 Singles          | 30      |
| 2008 | French SNEP Singles Chart         | 54      |
| 2008 | German Singles Chart              | 52      |
| 2008 | Italian Singles Chart             | 11      |
| 2008 | Netherlands (Mega Single Top 100) | 26      |
| 2008 | Swedish Singles Chart             | 60      |
| 2008 | Swiss Singles Chart               | 35      |
| 2008 | UK Singles Chart                  | 73      |
| 2008 | US Hot Dance Club Play            | 8       |
| 2009 | Hungarian Singles Chart           | 34      |

## Історія випуску
| Регіон          | Дата            | Формат             |
| --------------- | --------------- | ------------------ |
| Сполучені Штати | 29 квітня, 2008 | Цифрове скачування |
| Сполучені Штати | 15 липня, 2008  | CD сингл           |
| Велика Британія | 14 липня, 2008  | CD сингл           |
| Аргентина       | 16 липня, 2008  | CD сингл           |
| Сполучені Штати | 26 серпня, 2008 | вініл              |
| Велика Британія | 15 липня, 2008  | вініл              |